# Armasjärvi (by)
Armasjärvi är en by i Hietaniemi socken i Övertorneå kommun i Norrbottens län, belägen sydväst om Övertorneå och strax väster om Torne älv. Området ligger huvudsakligen öster om sjön Armasjärvi vilken byn har fått sitt namn efter. Den västra delen av byn (ibland kallad Västra Armasjärvi) ligger väster om sjön. Ån Puostijoki, kallad Armasjoki rinner ut ur sjön; söder om orten. Cirka 3 kilometer sydost om Armasjärvi ligger Niemis. Omedelbart söderut ligger naturreservatet Armasjärvimyren.
Statistiska centralbyrån klassade området på östra sidan av sjön som en småort med 85 invånare vid småortsavgränsningen 1990. Vid senare småortsavgränsningar har Armasjärvi inte uppfyllt kriterierna för att klassificeras som småort.

## Etymologi
Armasjärvi är finska och betyder Kärlekssjön.

## Historia
Den 24 oktober 1940 inträffade Armasjärviolyckan då en färja förliste på väg över sjön Armasjärvi från den västra delen av byn till den östra delen. 46 personer omkom, varav 2 var färjkarlar från Armasjärvi och resten var soldater från Bodens ingenjörregemente.

### Administrativ historik
Armasjärvi ligger i Hietaniemi socken. I samband med kommunreformen 1863 bildades Hietaniemi landskommun, som Armasjärvi tillhörde fram till 1 januari 1969, då landskommunen uppgick i Övertorneå landskommun. Två år senare, 1971, ombildades Övertorneå landskommun till Övertorneå kommun, som Armasjärvi sedan dess har tillhört.

### Befolkningsutveckling
| Befolkningsutvecklingen i Armasjärvi 1990–1990 | Befolkningsutvecklingen i Armasjärvi 1990–1990 | Befolkningsutvecklingen i Armasjärvi 1990–1990 | Befolkningsutvecklingen i Armasjärvi 1990–1990 | Befolkningsutvecklingen i Armasjärvi 1990–1990 |
| ---------------------------------------------- | ---------------------------------------------- | ---------------------------------------------- | ---------------------------------------------- | ---------------------------------------------- |
|                                                |                                                |                                                |                                                |                                                |
| År                                             |                                                |                                                | Folkmängd                                      | Areal (ha)                                     |
| 1990                                           | 1990                                           |                                                | 85                                             | 114#                                           |
| Anm.: Ej småort 1995. # Som småort.            |                                                |                                                |                                                |                                                |

I mars 2016 fanns det enligt Ratsit 82 personer över 16 år registrerade under ortsnamnen Armasjärvi (76 personer) och Västra Armasjärvi (9 personer). Vid folkräkningen den 31 december  1890 bodde det 190 personer i Armasjärvi.

## Personer från orten
Folke Pudas som hungerstrejkade i en låda på Sergels torg 1983 var från Armasjärvi.

## Bildgalleri

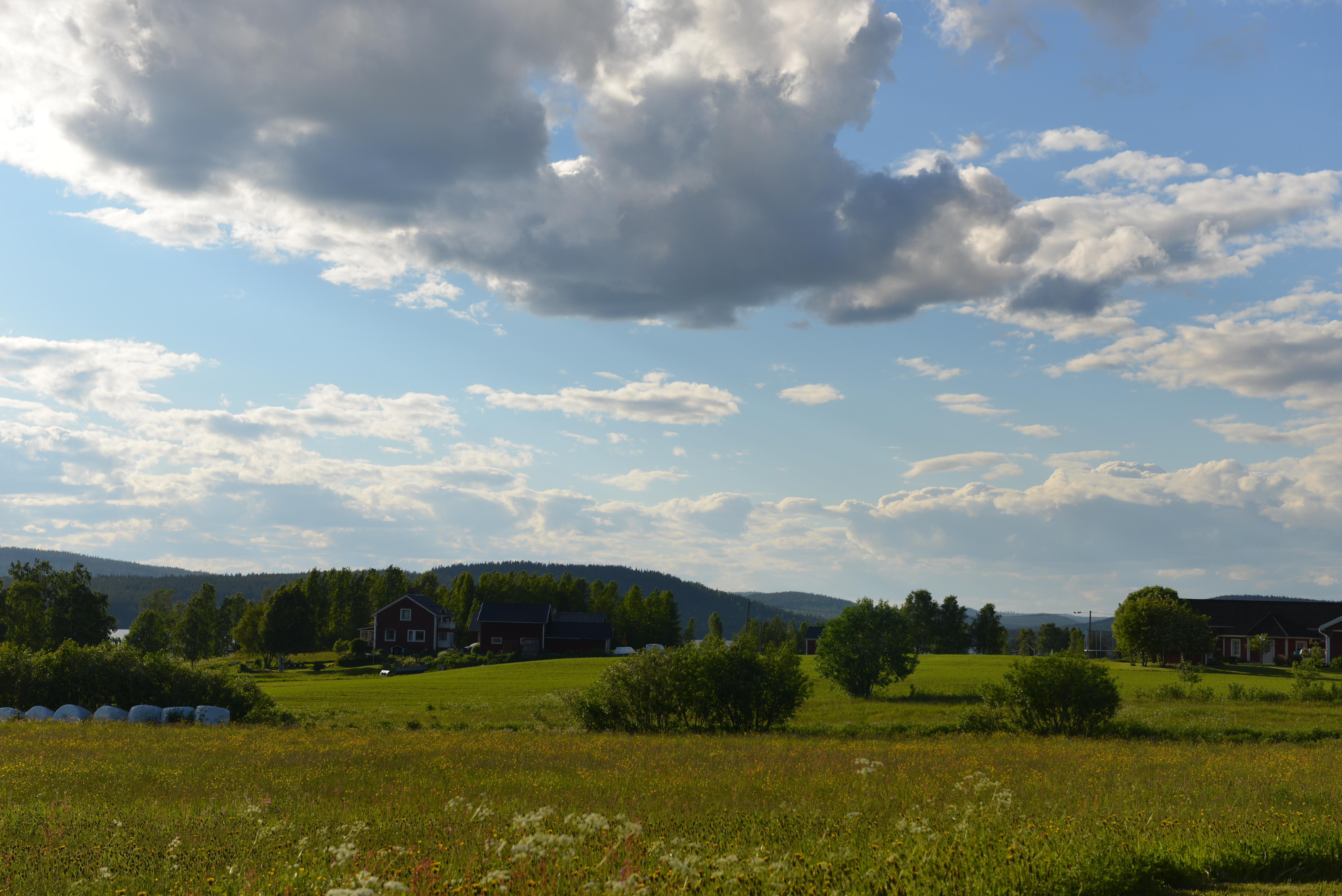
Byn Armasjärvi.
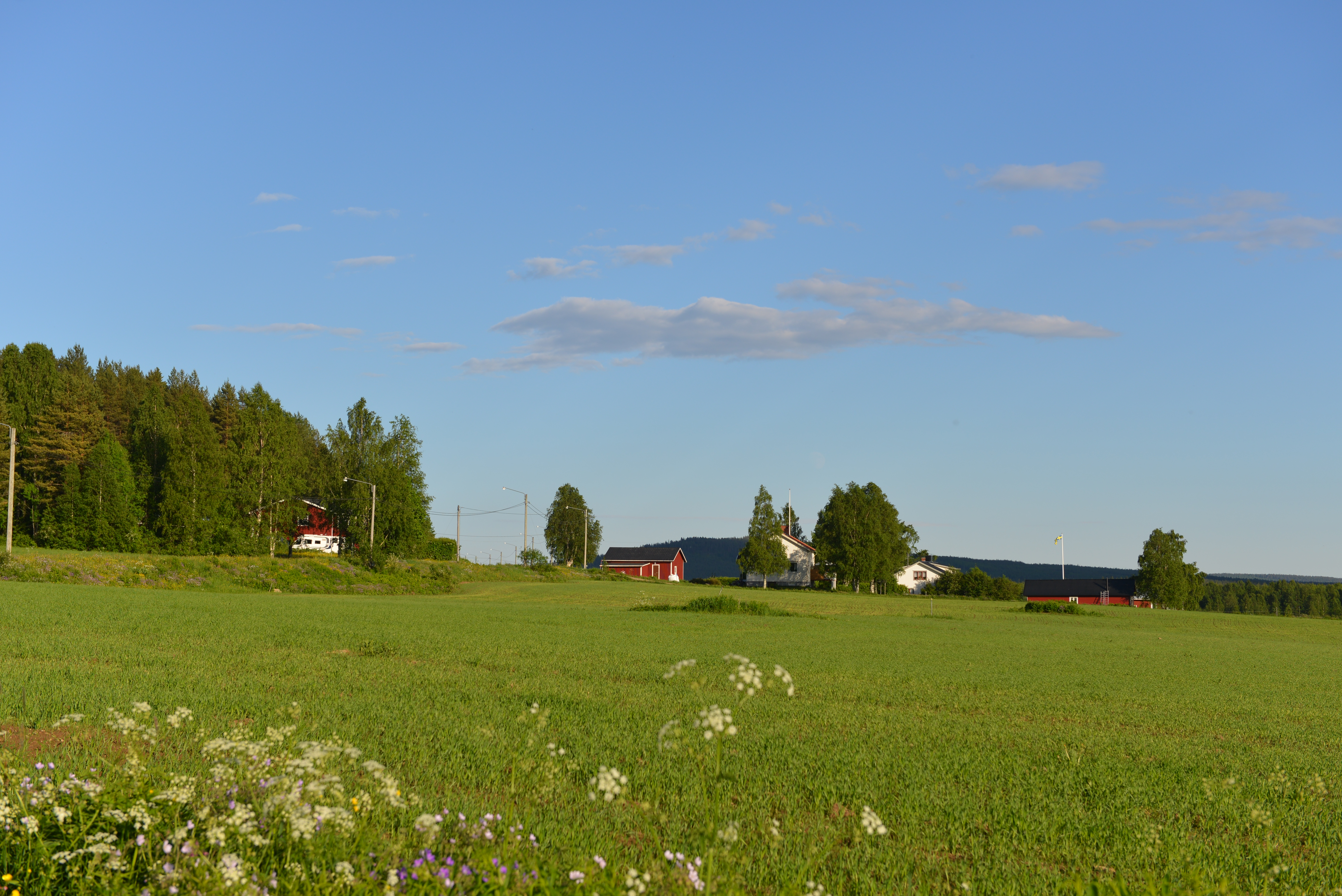
Byn Armasjärvi.
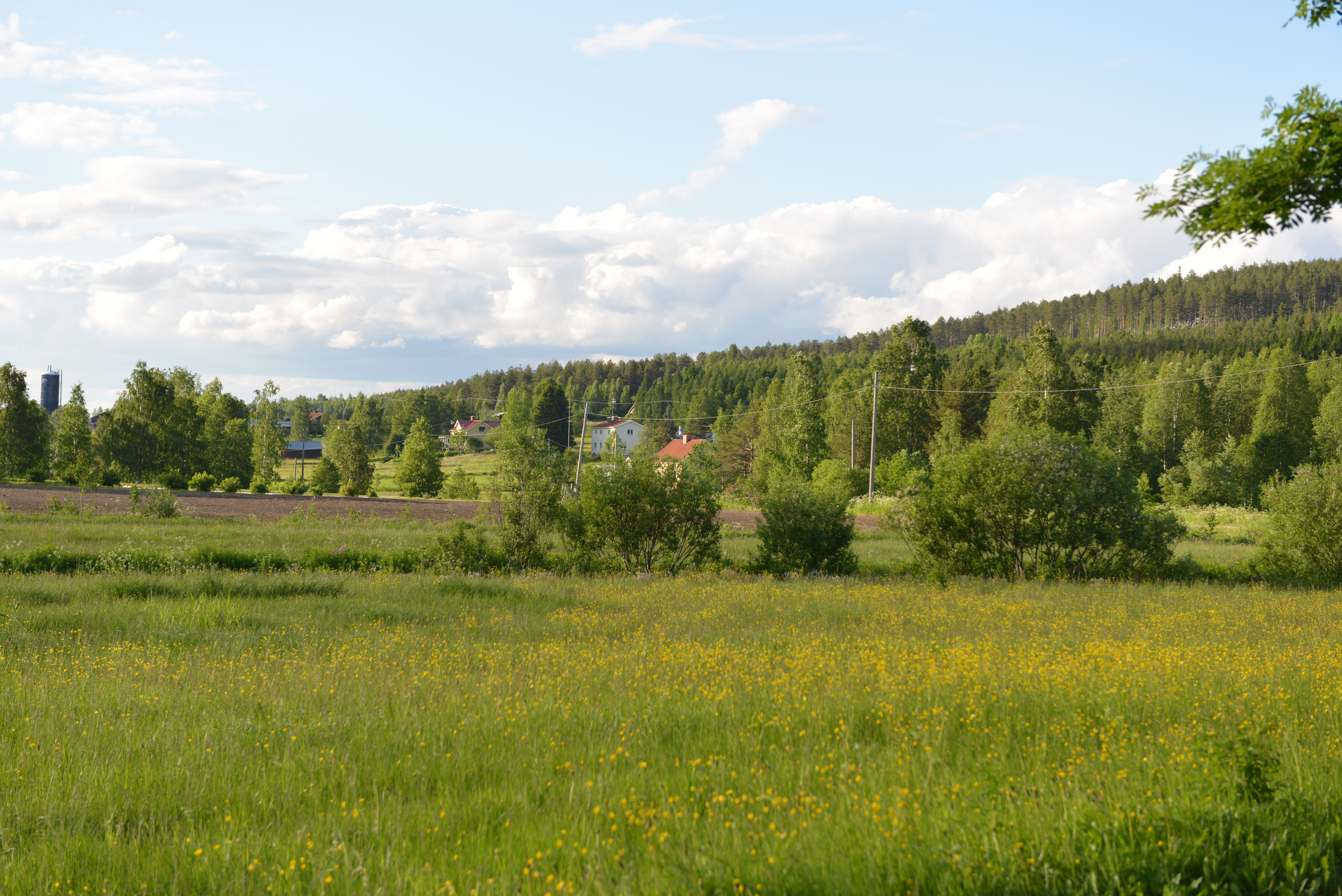
Byn Armasjärvi.